# 九龍巴士87線
九龍巴士87線是香港一條已取消的沙田區巴士路線，來往瀝源邨及維港灣，途經沙田市中心、大圍、獅子山隧道、石硤尾、深水埗及旺角。

## 歷史
本路線於1976年4月1日投入服務，當時來往瀝源邨及大角咀碼頭，全程收費$0.5。在1982年5月7日，配合九廣鐵路（現東鐵綫）九龍至沙田的路段電氣化而延長至沙角邨。同年11月24日，配合沙燕橋（當時稱P5路，即現時的沙田鄉事會路）通車，總站遷回瀝源。在這段時期，本路線客量相當不俗，亦是本線的黃金時期，班次最高達6分鐘一班，全程收費$1.5。
在1983年11月20日，配合九龍巴士87A線投入服務，本路線不再途經沙角街。
1988年1月10日，本路線改經大圍，途經成全路、村南道等道路。不過本路線與九廣鐵路正面交鋒下，客量沒有顯著增長。同年8月21日修改沙田區行車路線，來回程繞經沙田市中心，不再途經沙田鄉事會路。
1980年代末是獅子山隧道塞車的高峰期，道路擠塞令本線客量進一步流失，成為當年十條虧蝕最嚴重的巴士路線之一。九巴欲改變本線營運模式，甚至永久停駛，但因種種因素影響而未能實現。其後，本線班次不斷被縮減至最密25分鐘一班，成為九巴除郊區路線外，班次最疏落的一條，以反映客量下跌的事實。
在1990年代中後期，本線班次維持著25至40分鐘一班，整天的客量寥寥可數，乘客大多已轉投九龍巴士81線或九廣東鐵。
1995年5月8日，本線九龍區總站由大角咀碼頭遷往位於新填海區的大角咀巴士總站，來回程途經ARI公路（即現時的櫻桃街）。
1997年12月1日，本線最後一次調整車費，全程收費由$3.9增至$4.2，分段收費由$3.3增至$3.5。
1998年11月30日，由大角咀開出後改經深旺道，不再途經櫻桃街隧道，並加停奧運站分站。
在1999年3月初，九巴推出屬試驗性質的「八達通巴士轉乘優惠計劃」，用以取代本線。初時只供九巴職員參與，至同年5月10日推展至一般乘客。以八達通卡先後乘搭87A線及88K線，在新翠邨巴士站轉乘另一路線，第二程車資為免費。此計劃標榜收費廉宜，相比起本線，每程最高可節省$1.2，企圖藉此取代本路線。
1999年8月15日，本線在九龍區總站由大角咀巴士總站遷往維港灣，途經海輝道、海帆道、連翔道、深旺道等新落成的道路。最後本路線於2000年5月1日永久停駛。

## 服務時間及班次
以下為停辦前（2000年5月）的資料
| 瀝源開           | 瀝源開      | 瀝源開       | 維港灣開         | 維港灣開    | 維港灣開     |
| 日期             | 服務時間    | 班次（分鐘） | 日期             | 服務時間    | 班次（分鐘） |
| ---------------- | ----------- | ------------ | ---------------- | ----------- | ------------ |
| 星期一至六       | 05:40-09:00 | 25           | 星期一至六       | 06:35       | 06:35        |
| 星期一至六       | 09:30       | 09:30        | 星期一至六       | 07:05-10:00 | 25           |
| 星期一至六       | 10:10-16:30 | 30           | 星期一至六       | 10:30       | 10:30        |
| 星期一至六       | 16:10-18:15 | 25           | 星期一至六       | 11:10-17:10 | 30           |
| 星期一至六       | 18:45       | 18:45        | 星期一至六       | 17:10-19:15 | 25           |
| 星期一至六       | 19:55-22:55 | 30           | 星期一至六       | 19:55       | 19:55        |
| 星期一至六       | 23:20       | 23:20        | 星期一至六       | 20:25-23:55 | 30           |
|                  |             |              | 星期一至六       | 00:20       |              |
| 星期日及公眾假期 | 05:40-09:20 | 25-30        | 星期日及公眾假期 | 06:35-10:15 | 25-30        |
| 星期日及公眾假期 | 09:20-11:20 | 40           | 星期日及公眾假期 | 10:15-12:15 | 40           |
| 星期日及公眾假期 | 11:20-17:45 | 25-30        | 星期日及公眾假期 | 12:15-18:40 | 25-30        |
| 星期日及公眾假期 | 17:45-19:45 | 40           | 星期日及公眾假期 | 18:40-20:40 | 40           |
| 星期日及公眾假期 | 19:45-23:10 | 25-30        | 星期日及公眾假期 | 20:40-00:10 | 25-30        |

## 收費
停辦前：
全程：$4.2
- 過獅子山隧道後往瀝源：$3.5

## 取消前行車路線
- 瀝源開經：瀝源街、禾輋街、源禾路、担杆莆街、沙田正街、白鶴汀街、沙田正街、大埔公路—大圍段、大圍道、美田路、紅梅谷路、獅子山隧道公路、獅子山隧道、龍翔道、南昌街、大埔道、白楊街、長沙灣道、彌敦道、旺角道、西洋菜南街、亞皆老街、櫻桃街、隧道、櫻桃街、迴旋處、海輝道及海帆道。
- 維港灣開經：海帆道、櫻桃街、連翔道、迴旋處、海輝道、深旺道、櫻桃街、大角咀道、未命名路、櫻桃街、亞皆老街、新填地街、旺角道、彌敦道、荔枝角道、太子道西、大南街、柏樹街、汝州街、黃竹街、大埔道、元州街、南昌街、支路、龍翔道、獅子山隧道公路、獅子山隧道、紅梅谷路、美田路、大埔公路、沙田正街、沙田市中心（新城市廣場）巴士總站、沙田正街、橫壆街、源禾路、禾輋街及瀝源邨通道。

| 瀝源開 | 瀝源開         | 瀝源開                         | 維港灣開 | 維港灣開       | 維港灣開                       |
| 序號   | 車站名稱       | 位置                           | 序號     | 車站名稱       | 位置                           |
| ------ | -------------- | ------------------------------ | -------- | -------------- | ------------------------------ |
| 1      | 瀝源巴士總站   | 瀝源巴士總站                   | 1        | 維港灣巴士總站 | 大角咀（維港灣）公共運輸交匯處 |
| 2      | 瀝源邨         | 源禾路                         | 2        | 奧運站         | 深旺道                         |
| 3      | 沙田大會堂     | 担杆莆街                       | 3        | 銘基書院       | 櫻桃街                         |
| 4      | 帝都酒店       | 白鶴汀街                       | 4        | 新填地街       | 新填地街                       |
| 5      | 銅鑼灣村       | 大埔公路－大圍段               | 5        | 基榮小學       | 荔枝角道                       |
| 6      | 美林邨         | 大埔公路－大圍段               | 6        | 楓樹街         | 汝州街                         |
| 7      | 海福花園       | 美田路                         | 7        | 福華街         | 黃竹街                         |
| 8      | 新翠邨         | 紅梅谷路                       | 8        | 窩仔街         | 南昌街                         |
| 9      | 世界花園       | 紅梅谷路                       | 9        | 白田邨富田樓   | 南昌街                         |
| 10     | 豐力樓         | 龍翔道                         | 10       | 石硤尾消防局   | 南昌街                         |
| 11     | 畢架山花園     | 龍翔道                         | 11       | 澤安邨         | 南昌街                         |
| 12     | 澤安邨         | 南昌街                         | 12       | 畢架山花園     | 龍翔道                         |
| 13     | 石硤尾消防局   | 南昌街                         | 13       | 豐力樓         | 龍翔道                         |
| 14     | 白田邨瑞田樓   | 南昌街                         | 14       | 獅子山隧道     | 獅子山隧道公路                 |
| 15     | 黃棣珊紀念中學 | 南昌街                         | 15       | 新翠邨         | 紅梅谷路                       |
| 16     | 石硤尾商場     | 南昌街                         | 16       | 海福花園       | 美田路                         |
| 17     | 石硤尾街       | 大埔道                         | 17       | 美林邨美桃樓   | 大埔公路—大圍段                |
| 18     | 西洋菜里       | 大埔道                         | 18       | 銅鑼灣村       | 大埔公路—大圍段                |
| 19     | 旺角警署       | 彌敦道                         | 19       | 希爾頓中心     | 沙田正街                       |
| 20     | 西洋菜南街     | 西洋菜南街                     | 20       | 沙田市中心     | 沙田市中心巴士總站             |
| 21     | 旺角街市       | 亞皆老街                       | 21       | 瀝源邨祿泉樓   | 禾輋街                         |
| 22     | 銘基書院       | 櫻桃街                         | 22       | 瀝源巴士總站   | 瀝源巴士總站                   |
| 23     | 浪澄灣         | 海輝道                         |          |                |                                |
| 24     | 維港灣巴士總站 | 大角咀（維港灣）公共運輸交匯處 |          |                |                                |